# Халид Муслимович
Халид Муслимович (на босненски: Halid Muslimović) е попфолк певец от Босна и Херцеговина.
Роден е в град Приедор (днес попадащ в Република Сръбска), СР Босна и Херцеговина, Югославия на 21 януари 1961 г.
Музикалната си кариера започва през 1982 г. Бързо се нарежда сред най-популярните певци в Югославия. Продал е повече от 1 милион броя от албумите си. Спечелил е няколко престижни награди, сред които Оскар популярност за певец на годината и награда от фестивала Естрадна Југославија.

## Дискография

### Сингли
- 1982 – Amela

### Студийни албуми
- 1983 – Oj, jarane, jarane
- 1984 – Stoj jarane
- 1985 – Hej, ljubavi u dalekom gradu
- 1985 – Putuj, putuj sreco moja
- 1986 – Mama ne da da te diram
- 1987 – Idi, cruže, laku noć
- 1988 – Ljube mi se tvoje usne
- 1988 – Vrati se, dok mladosti ima
- 1989 – Kunem se
- 1990 – Hit koktel Izdala me snaga
- 1990 – Ucini bar jedan pogresan korak
- 1992 – Ne dozvoli
- 1993 – Hit koktel Rosna livada
- 1993 – Mene je ucilo vrijeme 1
- 1993 – Mene je ucilo vrijeme 2
- 1993 – Asovi i sevdah
- 1994 – Jaro, jarane
- 1994 – Idemo kuci, moj brate
- 1997 – Losa navika
- 1997 – Asovi i sevdah 93 i 97
- 1998 – Bolje svatovi
- 2000 – Do bola
- 2001 – Zelis me
- 2005 – Opsesija
- 2008 – Bez tebe
- 2013 – Adrenalin

### Компилации
- 1990 – Halid Muslimović